# Dipterocarpus condorensis
Dipterocarpus condorensis — вид тропических вечнозелёных деревьев рода Диптерокарпус семейства Диптерокарповые. Произрастает в южной части Вьетнама. Впервые был описан французским ботаником Жаном Пьером в 1889 году (по другим данным в 1876 году). В XX веке и сейчас по некоторым источникам считается подвидом Dipterocarpus caudatus. Находится на грани исчезновения (охранный статус CR).